# Reichsgau
O Reichsgau (plural Reichsgaue) foi uma subdivisão administrativa criada em várias áreas anexadas pela Alemanha nazista entre 1938 e 1945.

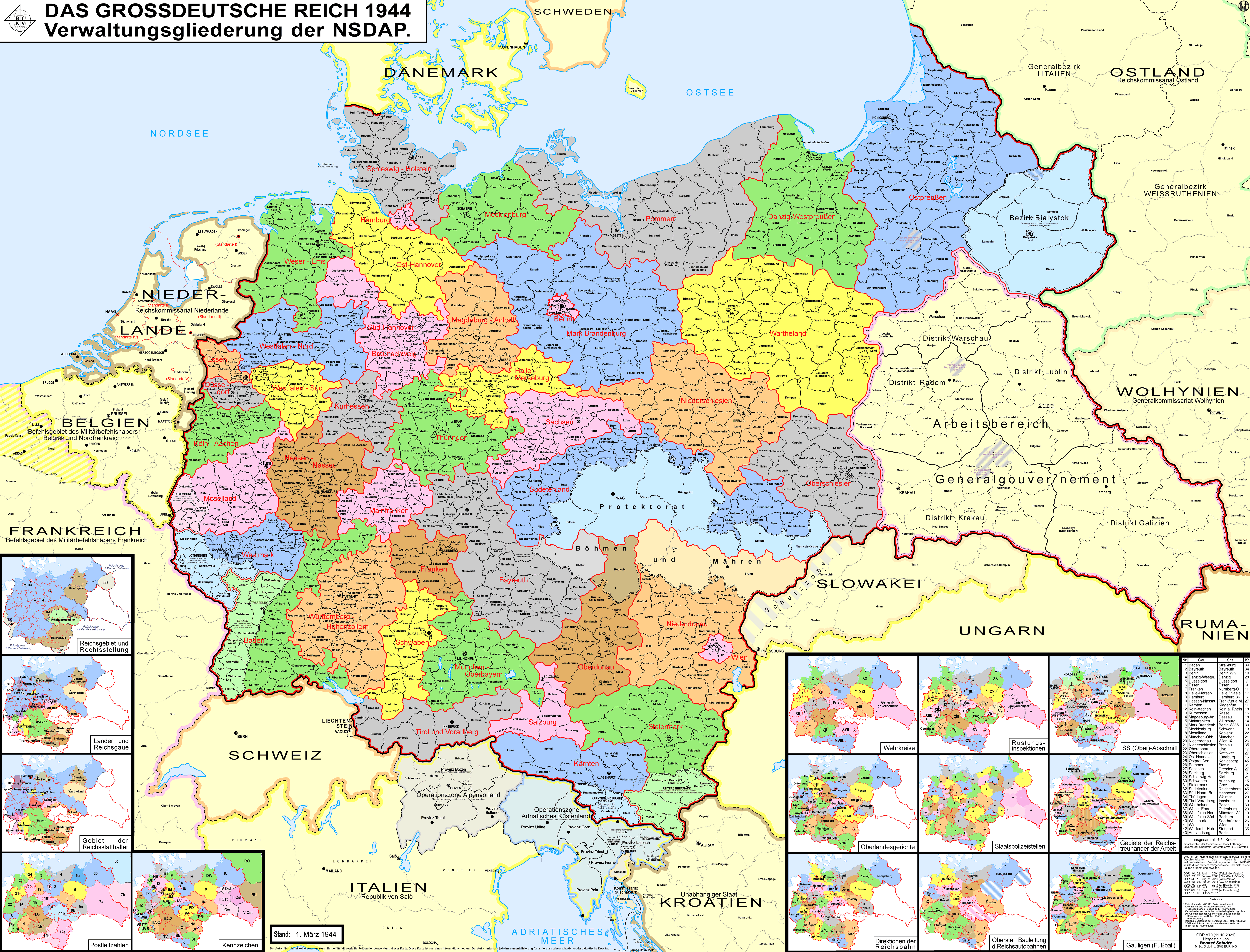
Unidades administrativas da Alemanha Nazista, 1944

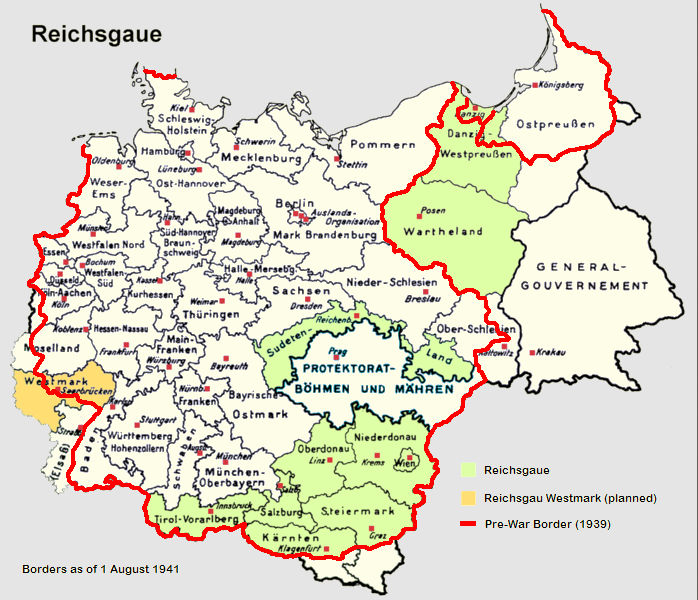
Mapa da Alemanha nazista com Reichsgaue em destaque

## Visão geral

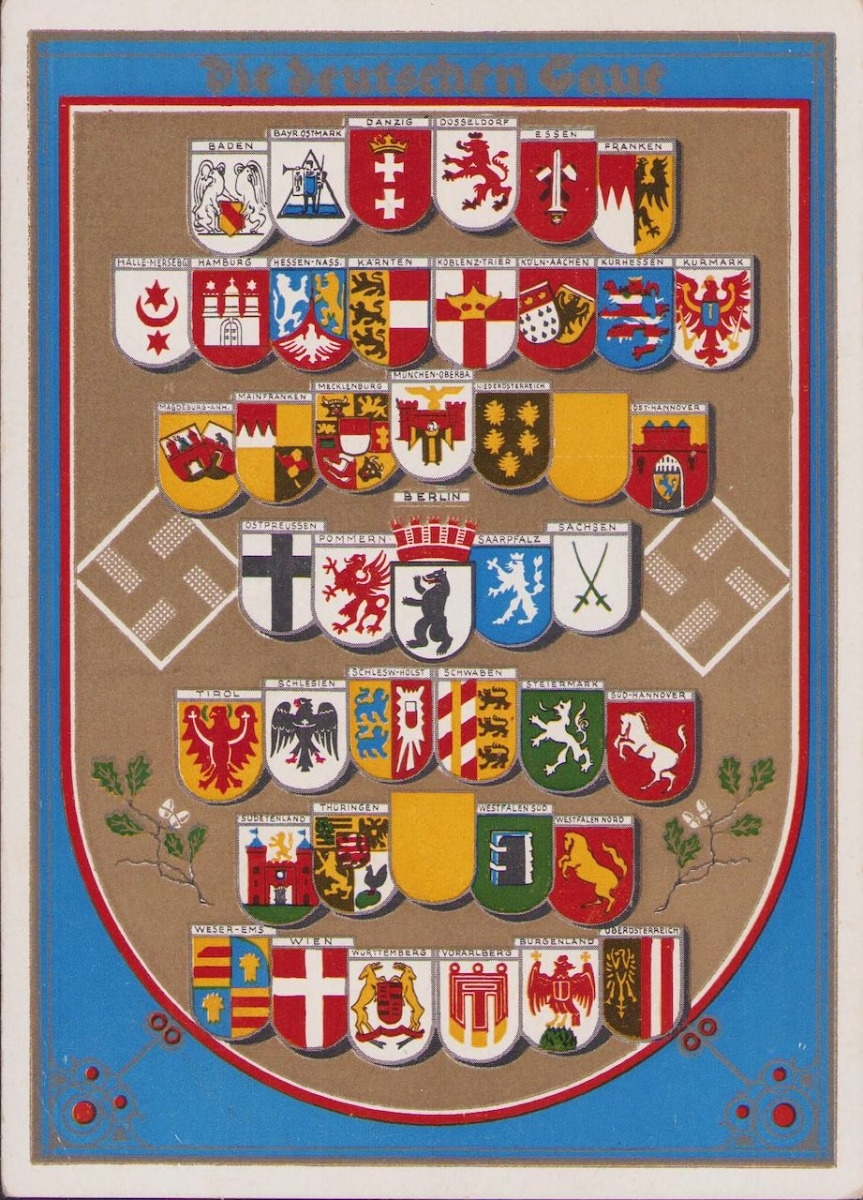
Cartão postal de propaganda da Alemanha nazista retratando os Gaue do Reich (outubro de 1939)

O termo foi formado a partir das palavras Reich ("reino", "império") e Gau, esta última uma palavra deliberadamente medieval com um significado aproximadamente equivalente a condado. O Reichsgaue foi uma tentativa de resolver o caos administrativo resultante das jurisdições mutuamente sobrepostas e das diferentes fronteiras dos Gaue do partido nazista, colocado sob um Gauleiter do partido, e os estados federais, sob um Reichsstatthalter responsável pelo Ministério do Interior (nas províncias da Prússia, o posto equivalente era o de Oberpräsident). O ministro do Interior Wilhelm Frick há muito desejava simplificar a administração alemã, e o Reichsgaue foi o resultado: as fronteiras dos Gaue do partido e as dos estados federais deveriam ser idênticas, e o Gauleiter do partido também ocupava o posto de Reichsstatthalter. Interesses rivais e a influência que os Gauleiter exerciam com Hitler impediram que qualquer reforma fosse realizada no "Antigo Reich" (alemão: Altreich), o que significava a Alemanha em suas fronteiras de 1937 antes da anexação de outros territórios como Áustria, Sudetos e Boêmia, e o esquema do Reichsgau foi, portanto, implementado apenas em territórios recém-adquiridos.